# Вос, Майке
Майке Эллен Вос (нидерл. Maaike Ellen Vos; род. 27 мая 1985) — нидерландская шорт-трекистка, 3-хкратная призёр чемпионата Европы по шорт-треку. Участница зимних Олимпийских игр 2010 года.

## Спортивная карьера
Майке Вос родилась в поселении Саппемер, община Хогезанд-Саппемер. Начала кататься на коньках в возрасте 5 лет на базе клуба «Shorttrack Club Thialf» как конькобежец на длинных дорожках.
В 2006 году стала членом национальной сборной по шорт-треку. Свою первую медаль Вос выиграла во время чемпионата Европы в Шеффилде 2007 года. В эстафете голландские конькобежки с результатом 4:40.141 завоевали бронзовые медали.. В феврале впервые выиграла национальный чемпионат Нидерландов в общем зачёте. Через год на чемпионате Европы в Вентспилсе заняла 24-е место в общем зачёте и 3-е место на чемпионате Нидерландов.
Следующую медаль она выиграла на чемпионате Европы в Турине года. В эстафете голландские конькобежки с результатом 4:28.943 завоевали бронзовые медали, уступив более высокие позиции соперницам из Германии (4:24.411) и Венгрии (4:22.769). А в общем зачёте многоборья заняла 17-е место. Следом на командном чемпионате мира в Херенвене заняла 6-е место.
Последнюю в своей карьере медаль Вос выиграла в январе 2010 года на чемпионате Европы в Дрездене. В эстафете голландские конькобежки с результатом 4:18.263 вновь завоевали бронзовые медали, пропустив вперед соперниц из России (4:16.516) и Германии (4:15.979).
На зимних Олимпийских играх в Ванкувере она представляла голландской команду в эстафете. С результатом 4:16,120 голландки заняли четвёртое место. Спустя некоторое время после окончания этих игр она объявила об окончании профессиональной карьеры.

## Личная жизнь
Майке Вос после завершения карьеры с октября 2010 года по сентябрь 2012 года работала спортивным консультантом в комании "Timpaan", где разрабатывала и развивала проекты в области спорта и питания. Также работала по 2015 год персональными тренировками и психологическим сопровождением. С 2015 года работает в компании "Randstad Groep Nederland" менеджером и консультантом в области коучинга и менеджмента.